# Mazerulles
Mazerulles is een gemeente in het Franse departement Meurthe-et-Moselle in de regio Grand Est. De plaats maakt deel uit van het arrondissement Nancy. Mazerulles telde op 1 januari 2022 285 inwoners.

## Geschiedenis
De gemeente maakte deel uit van het kanton Seichamps tot het op 22 maart 2015 werd opgeheven en de gemeenten werden opgenomen in het op die dag gevormde kanton Le Grand Couronné.

## Geografie
De oppervlakte van Mazerulles bedraagt 6,38 vierkante kilometer; Op 1 januari 2022 was de bevolkingsdichtheid 44,7 inwoners per km².
De onderstaande kaart toont de ligging van Mazerulles met de belangrijkste infrastructuur en aangrenzende gemeenten.

## Demografie
Onderstaande figuur toont het verloop van het inwonertal.
Agincourt · Amance · Art-sur-Meurthe · Bouxières-aux-Chênes · Buissoncourt · Cerville · Champenoux · Dommartin-sous-Amance · Erbéviller-sur-Amezule · Eulmont · Gellenoncourt · Haraucourt · Laître-sous-Amance · Laneuvelotte · Laneuveville-devant-Nancy · Lenoncourt · Mazerulles · Moncel-sur-Seille · Pulnoy · Réméréville · Saulxures-lès-Nancy · Seichamps · Sornéville · Velaine-sous-Amance